# Boeing KC-135 Stratotanker
Boeing KC-135 Stratotanker là một loại máy bay tiếp nhiên liệu trên không của Hoa Kỳ. KC-135 là biến thể phát triển hoàn toàn mới từ máy bay chở khách  Boeing 707  được phát triển từ mẫu thử  Boeing 367-80 .

## Biến thể
Xem bài Boeing C-135 Stratolifter để biết thêm về dòng máy bay C-135.

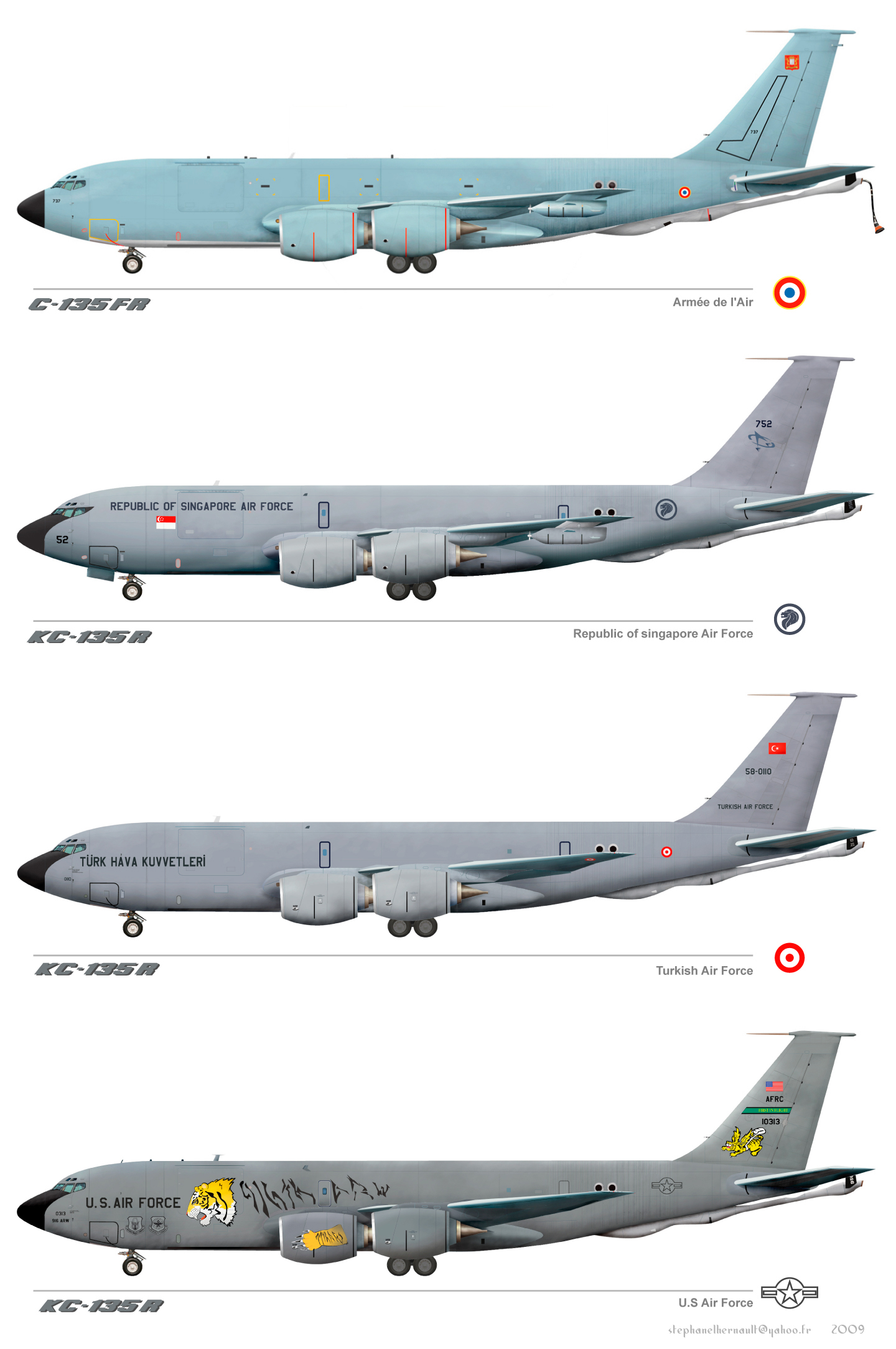
Active KC-135 aircraft liveries

KC-135A
NKC-135A
KC-135B
KC-135D
KC-135E
NKC-135E
KC-135Q
KC-135R (1960s)
KC-135R
KC-135R(RT)
KC-135T
EC-135Y

## Xem thêm

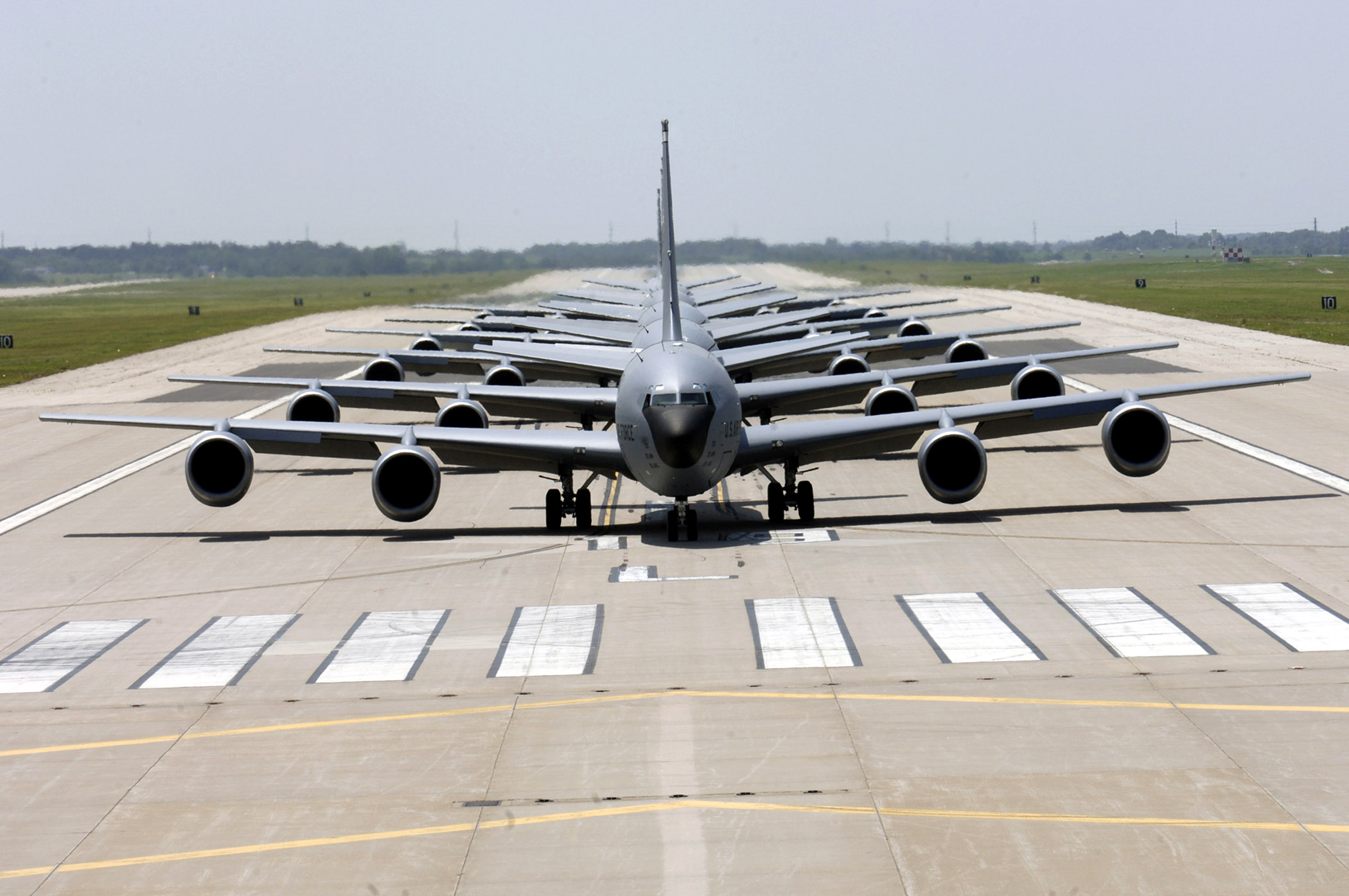
6 chiếc KC-135 Stratotankers biểu diễn đội hình voi đi bộ.

## Quốc gia sử dụng
Chile
- Không quân Chile[1]

 Pháp
- Không quân Pháp

 Singapore
- Không quân Cộng hòa Singapore[2]

 Thổ Nhĩ Kỳ
- Không quân Thổ Nhĩ Kỳ

 Hoa Kỳ
- NASA (đến năm 2004)
- Không quân Hoa Kỳ [3]

## Tính năng kỹ thuật-chiến thuật (KC-135R)

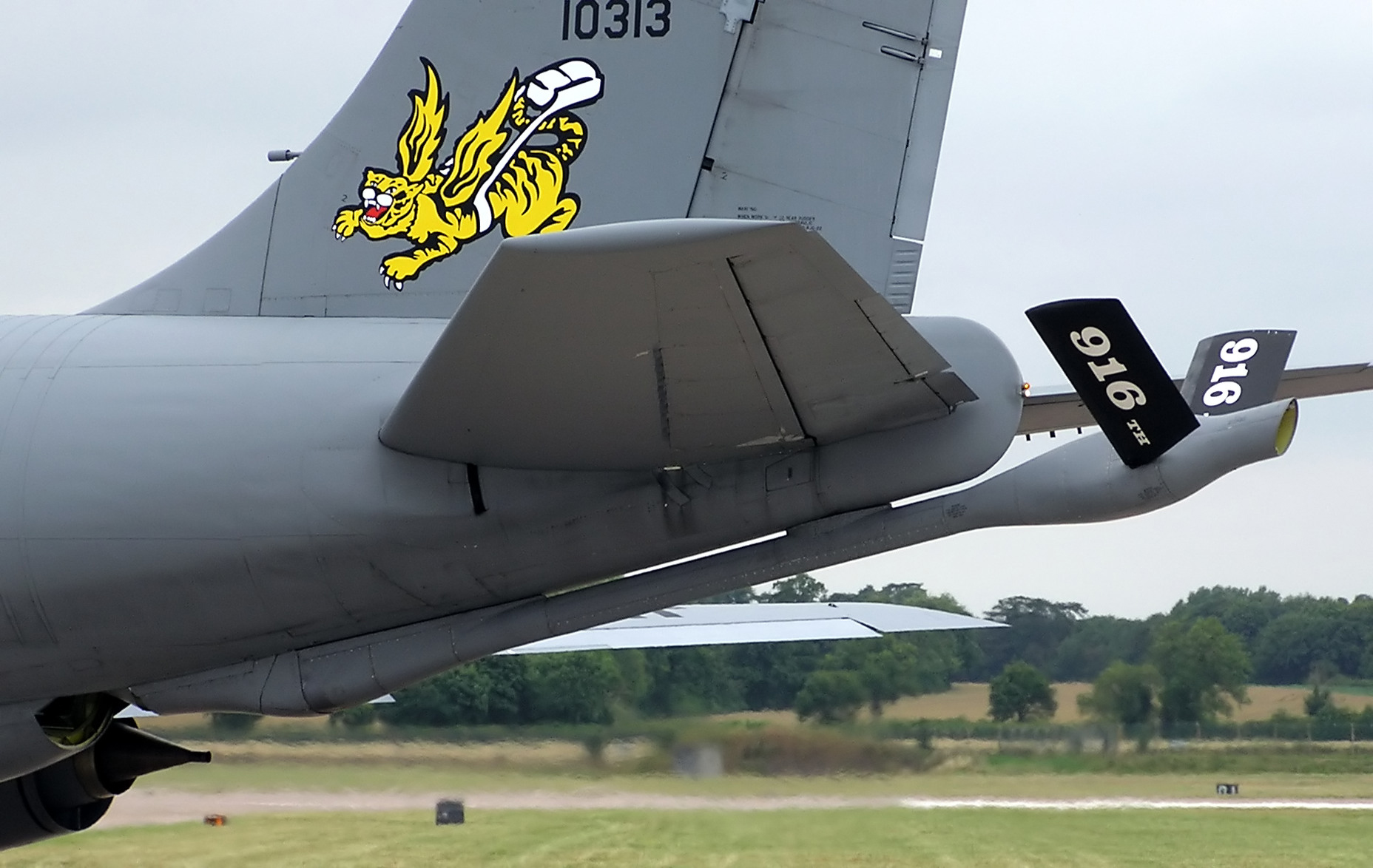
Đuôi của 1 chiếc KC-135R thuộc bộ chỉ huy không quân dự bị

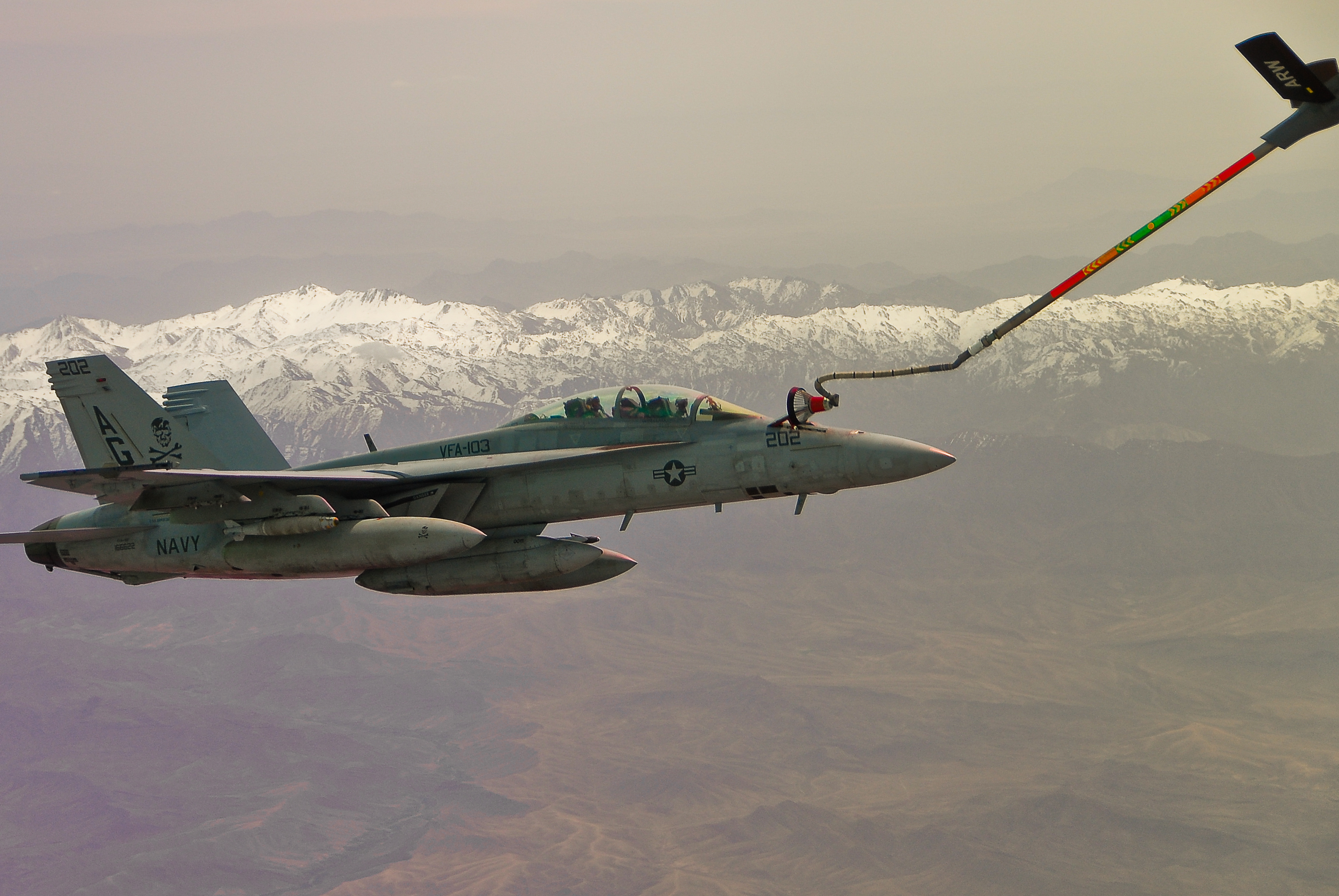

Dữ liệu lấy từ USAF Fact Sheet
Đặc điểm tổng quát
- Tổ lái: 3
- Sức chuyên chở: 37 hành khách
- Tải trọng: 83.000 lb (37.600 kg)
- Chiều dài: 136 ft 3 in (41,53 m)
- Sải cánh: 130 ft 10 in (39,88 m)
- Chiều cao: 41 ft 8 in (12,70 m)
- Diện tích cánh: 2.433 ft² (226 m²)
- Trọng lượng rỗng: 98.466 lb (44.663 kg)
- Trọng lượng có tải: 297.000 lb (135.000 kg)
- Trọng tải có ích: 200.000 lb (90.700 kg)
- Trọng lượng cất cánh tối đa: 322.500 lb (146.000 kg)
- Động cơ: 4 × CFM International CFM56 (F108-CF-100) kiểu turbofan, 21.634 lbf (96,2 kN) mỗi chiếc
- Nhiên liệu tối đa: 200.000 lb (90.719 kg)

 Hiệu suất bay 
- Vận tốc cực đại: 580 mph (933 km/h)
- Vận tốc hành trình: 530 mph (853 km/h) trên độ cao 30.000 feet (9.144 m)
- Tầm bay: 1.500 mi (2.419 km) với 150.000 lb (68.039 kg) nhiên liệu
- Tầm bay chuyển sân: 11.015 mi (17.766 km)
- Trần bay: 50.000 ft (15.200 m)
- Vận tốc leo cao: 4.900 ft/phút (1.490 m/phút)